# Samarco
Samarco Mineração S.A. er et brasiliansk jernmalms-mineselskab. Det blev etableret i 1977 og er i dag et joint venture mellem Vale (50 %) og BHP Group (50 %).
Samarco har hjemsted i Belo Horizonte og kontorer samt minefaciliteter i Mariana og Ouro Preto.